# William Richard Morris

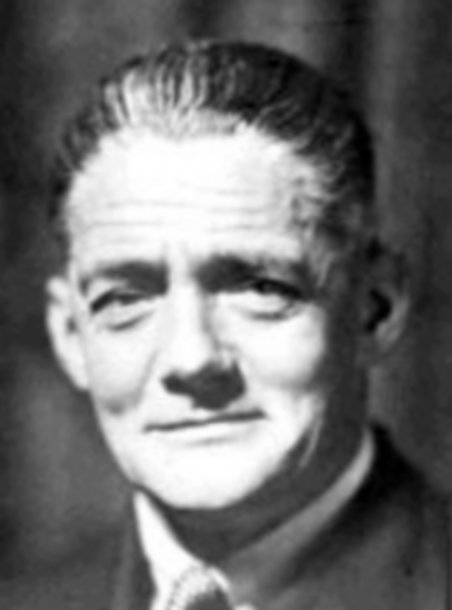
William Morris (1920)

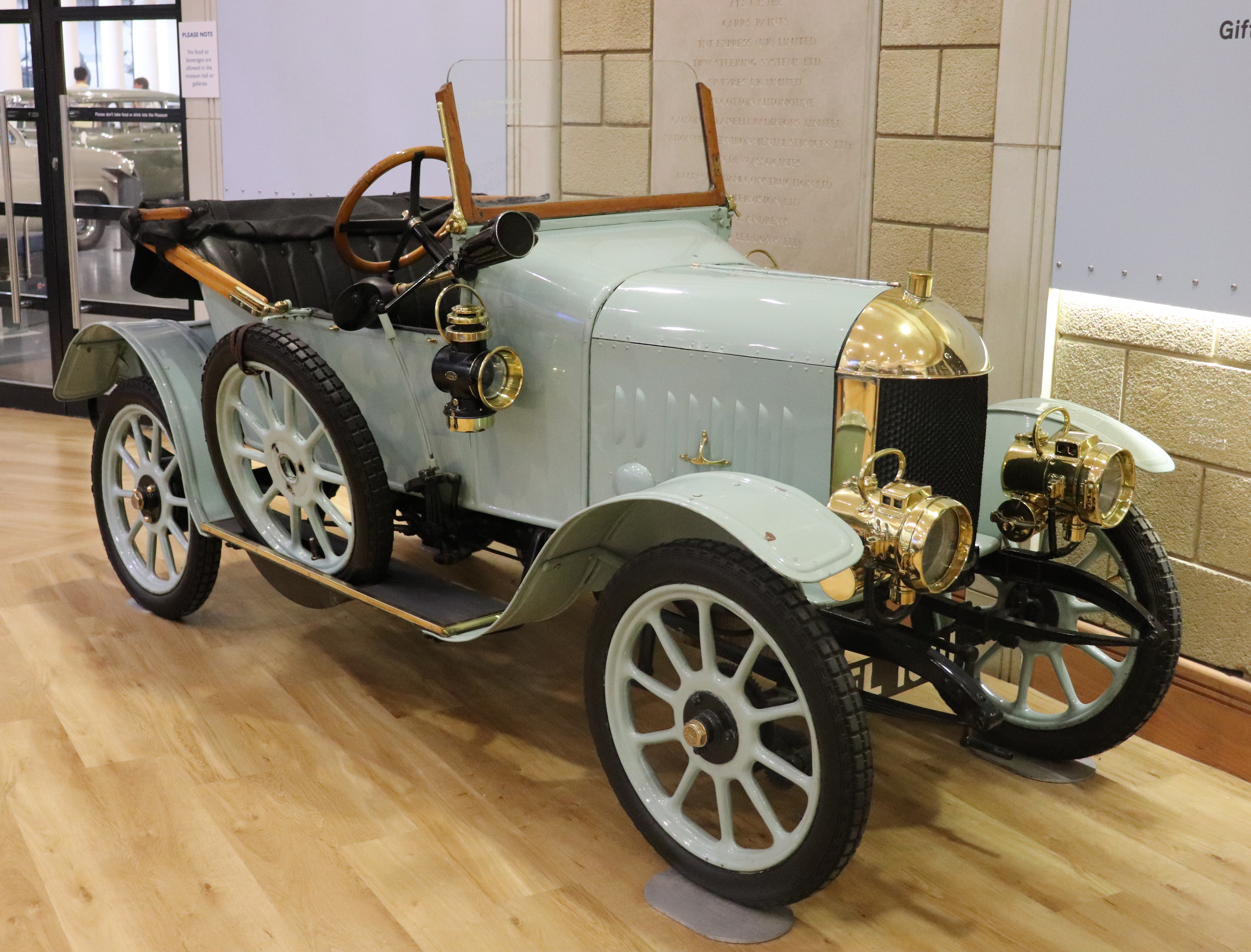
Morris Oxford (1913)

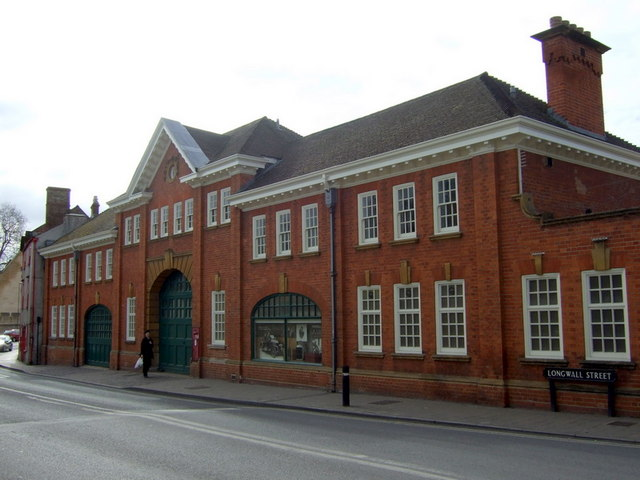
Morris Garages (M.G.) Longwall Street

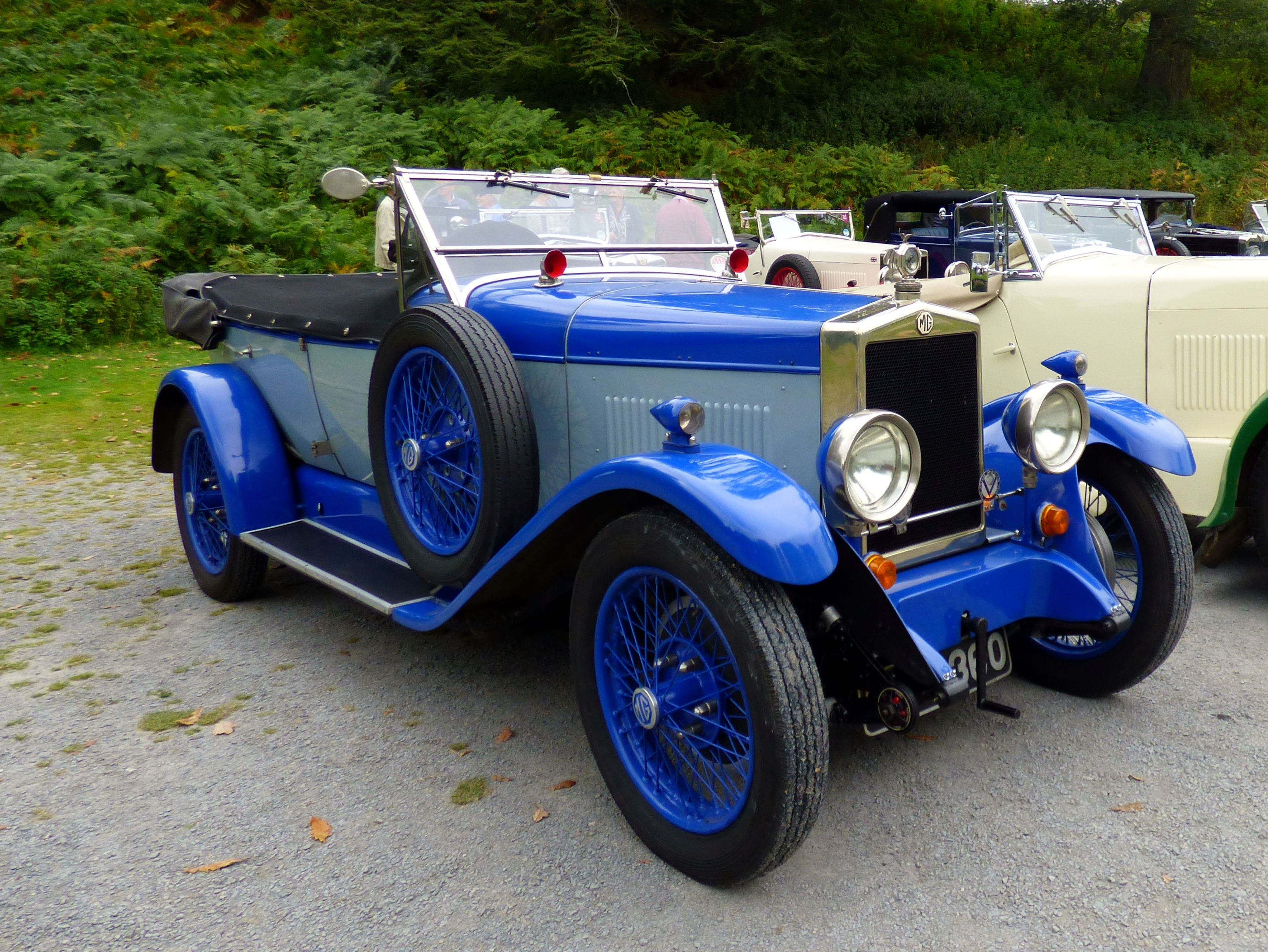
MG Midget (1929)

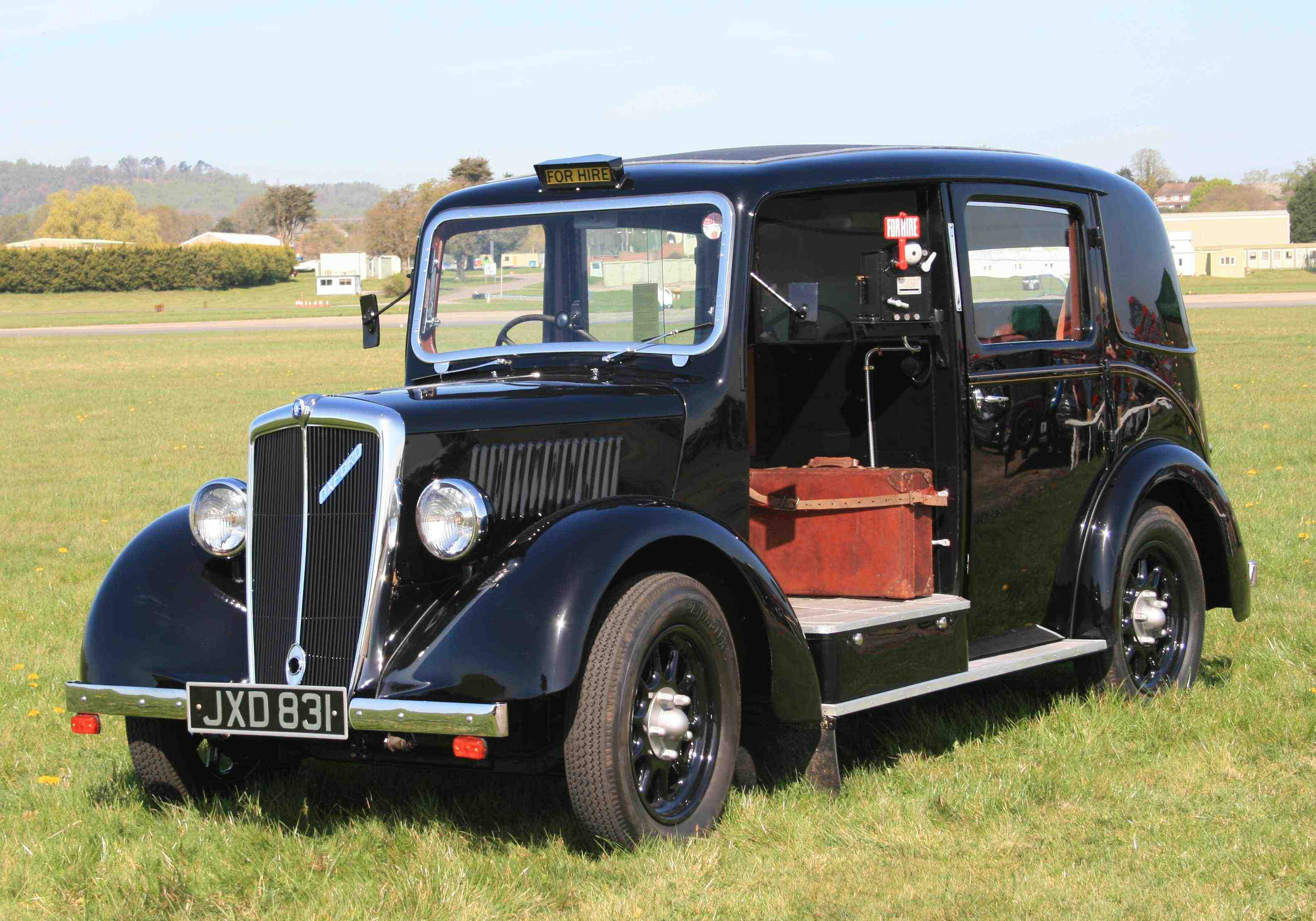
Morris Super Six Taxi

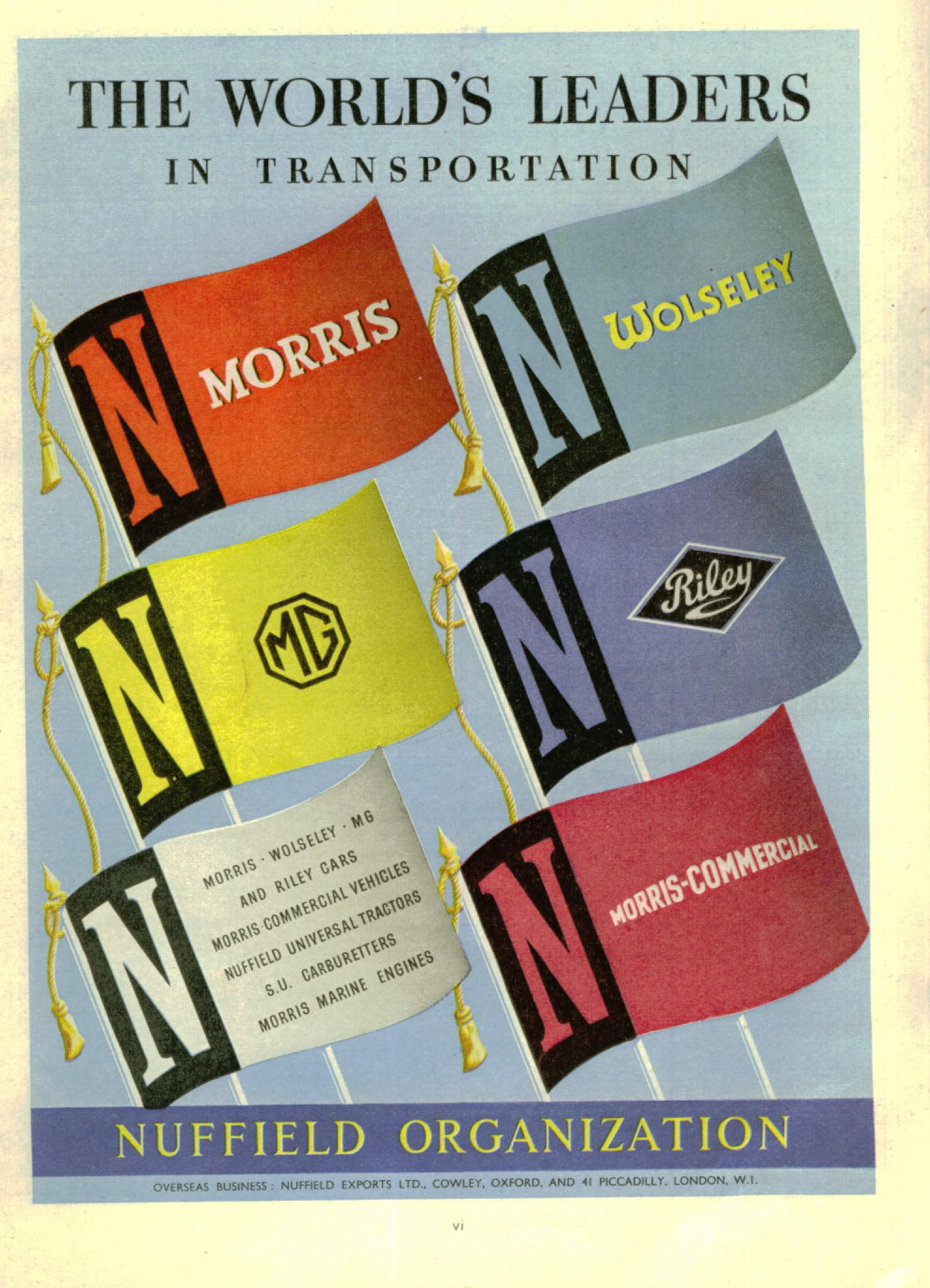
Advertentie van de Nuffield Organization met alle merken

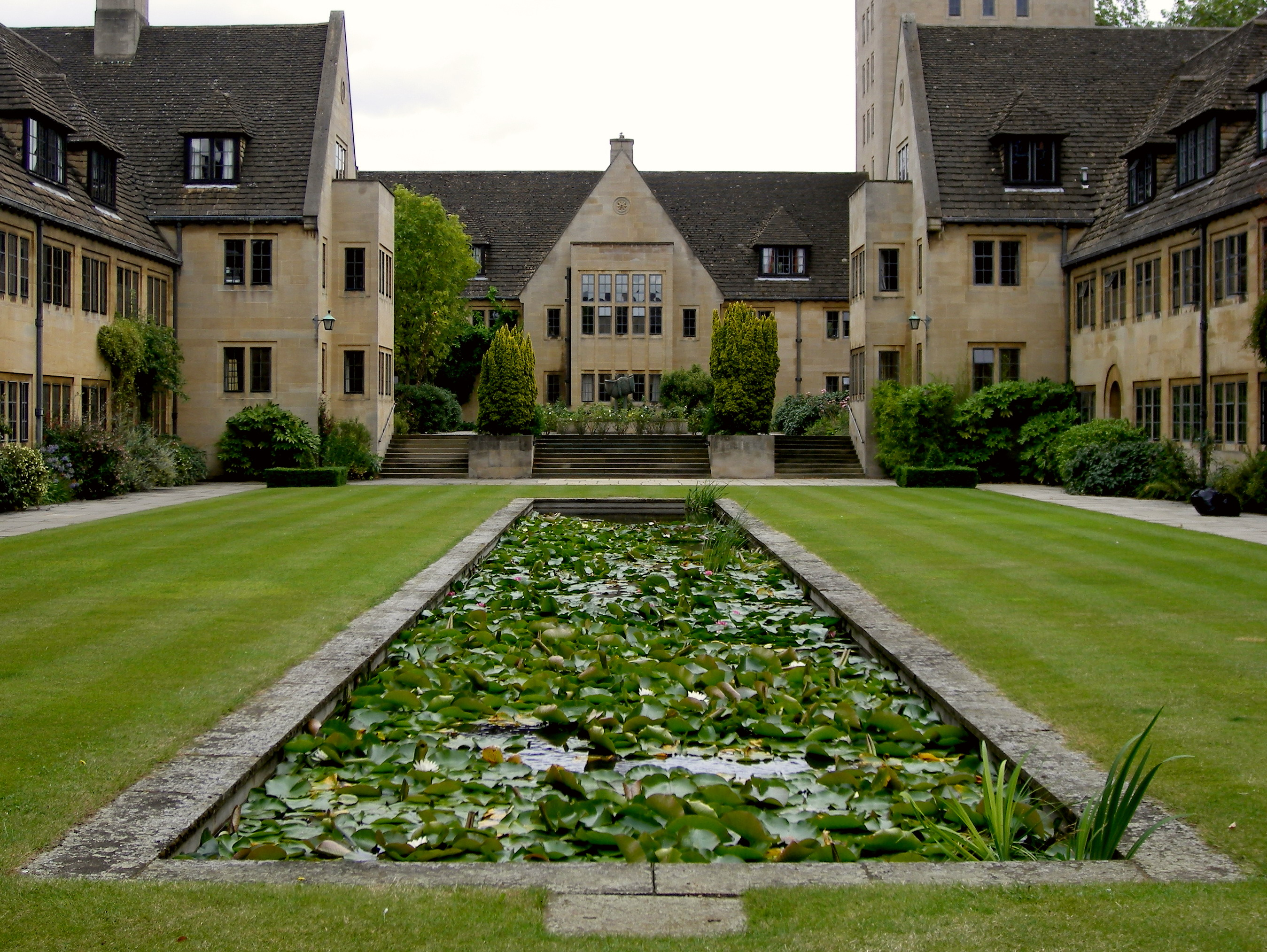
Nuffield College (Oxford)

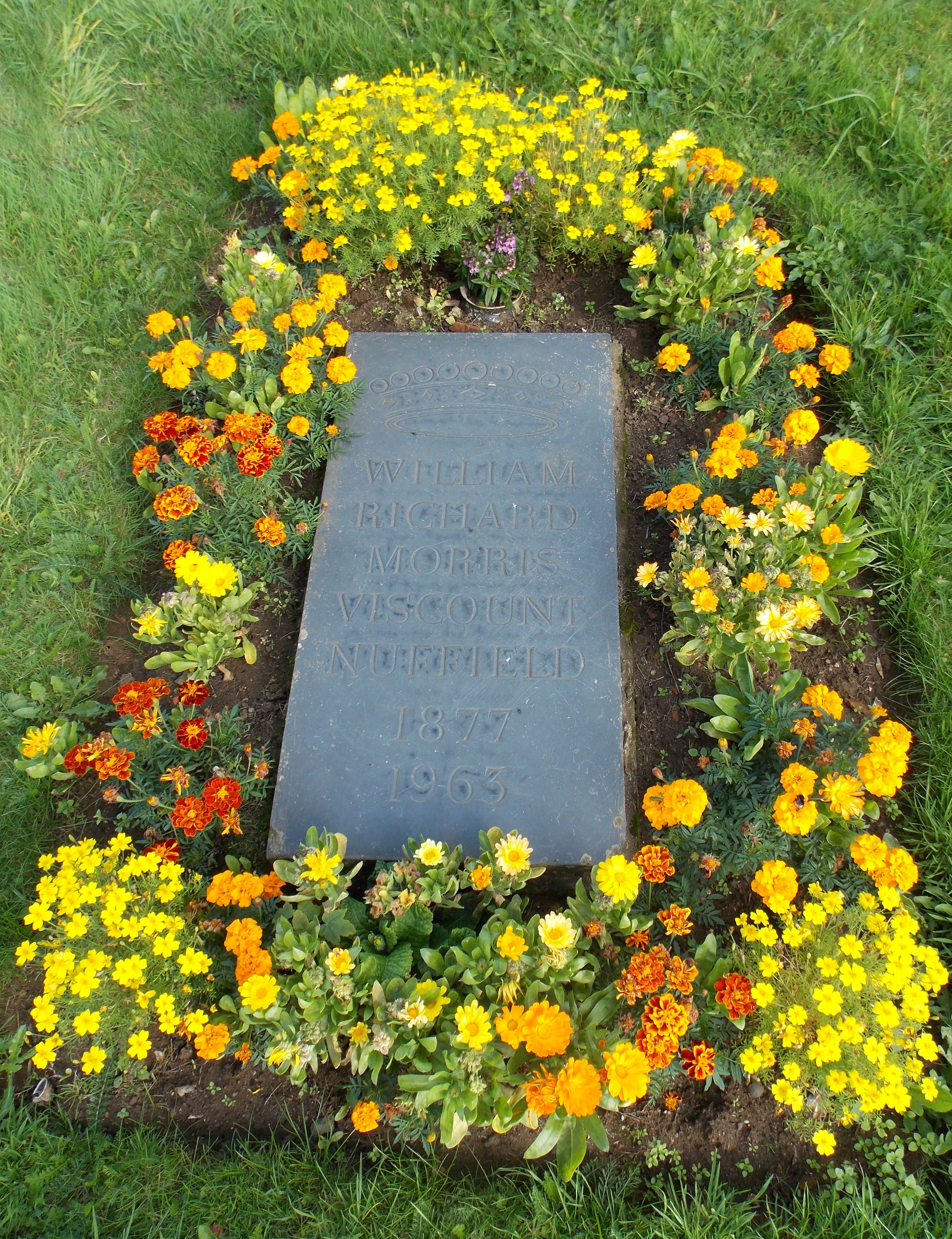
Graf William Richard Morris

William Richard Morris, 1st Viscount Nuffield (Worcester, 10 oktober 1877 – Oxford, 22 augustus 1963) was een Engelse fabrikant van automobielen en een filantroop. Hij was de oprichter van Morris Motors Limited en stond aan de basis van de Nuffield Foundation, de Nuffield Trust en Nuffield College in Oxford.

## Jeugd
William Richard Morris werd geboren op 10 oktober 1877 in Comer Gardens, huisnummer 47, een rijtjeshuis in Worcester. Hij was de zoon van Frederick Morris en zijn vrouw Emily Ann, zij was een dochter van Richard Pether. Toen hij drie jaar oud was, verhuisde zijn familie naar 16 James Street te Oxford.
Op 15-jarige leeftijd verliet hij zijn school en ging in de leer bij een plaatselijke fietsenverkoper en reparateur. Negen maanden later startte hij op 16-jarige leeftijd zijn eigen bedrijf, omdat zijn werkgever hem een loonsverhoging had geweigerd. Hij ging fietsen repareren in een schuur achter het huis van zijn ouders. De zaken gingen goed en hij opende een winkel in 48 High Street en begon ook fietsen te assembleren en labelde zijn fietsen met een verguld fietswiel en The Morris. Als hobby maakte hij ook racemotoren waarop hij zelf wedstrijden reed. In 1901 ontwierp hij de Morris Motor Cycle.

## Morris Motor
In 1902 verhuisde hij naar een groter gebouw in Longwall Street van waaruit hij fietsen repareerde, een taxibedrijf exploiteerde en auto’s repareerde en verkocht. Omstreeks 1908 nam hij afscheid van de fietsen om zich volledig op auto's te concentreren. In 1910 bouwde hij een nieuw pand in Longwall Street en veranderde de naam van zijn bedrijf van The Oxford Automobile and Cycle Agency in Morris Garages. Hij handelde in auto’s van de merken zoals Belsize, Humber, Singer, Standard Motor Company en Wolseley.
Hij was een succesvolle zakenman en genoot enige bekendheid in Oxford. In 1912 ontwierp hij zijn eerste auto, de Morris Oxford. Zijn autoproductiebedrijf, W.R.M. Motors, maakte niet alle onderdelen zelf, maar kocht deze in bij gespecialiseerde bedrijven. Door zijn lange ervaring als monteur maakte hij gebruik van zijn kennis om het onderhoud te beperken. De Morris Oxford was een tweezitter en kostte 165 Pond sterling, dat was niet goedkoop maar de auto was betrouwbaar.
Op basis van het verkoopsucces ontwikkelde hij een tweede model, de Morris Cowley. Door het uitbreken van de Eerste Wereldoorlog verschoof het accent naar de productie van oorlogsmaterieel. Na de oorlog kwam de autoproductie weer op gang, in 1919 verkocht Morris 400 auto’s, in 1922 al bijna 7000 en in 1925 was dit gestegen naar 56.000. In dit laatste jaar had zijn bedrijf een aandeel van 40% in de nationale autoproductie. In 1914 had hij door de Verenigde Staten gereisd om mogelijke toeleveranciers te bezoeken. Hier had hij ook de massaproductietechnieken van Henry Ford gezien. In de jaren 1919-1925 bouwde of kocht hij fabrieken in Abingdon, Birmingham en Swindon om extra capaciteit toe te voegen. Morris Garages richtte zich op meer sportieve of luxere uitvoeringen van de Morris personenwagens. Deze auto's werden verkocht onder het M.G. label.

## Uitbreiding
Morris ging meer eigen onderdelen produceren, waaronder motoren in licentie van Hotchkiss. In 1923 werd Morris Engines Limited gevormd na de overname van een motorenfabriek. Toen de fabrikant van achterassen EG Wrigley and Company in financiële moeilijkheden kwam, kocht hij dit bedrijf ook. Hij maakte er Morris Commercial Cars van om ook vrachtwagens en autobussen te produceren. In 1926 kocht hij een fabrikant van carburateurs, SU Carburettor Company.
In februari 1927 nam hij voor £ 730.000 de bezittingen van Wolseley Motors over nadat dit bedrijf failliet was gegaan. Wolseley Motors had een voertuig in ontwikkeling met benzinemotor met een bovenliggende nokkenas en een vermogen van 8 paardenkracht (pk). Deze motor werd gebruikt voor de Morris Minor die in 1928 op de markt kwam. Een jaar later volgde de MG Midget, een luxe variant van de Minor.
Hij richtte zich, met vallen en opstaan, op buitenlandse markten. De eerste poging om auto’s in Australië te verkopen mislukte, maar Morris gaf niet op. Tussen 1934 en 1937 was een kwart van de auto's die vanuit Groot-Brittannië werd geëxporteerd een Morris voertuig. In 1937 was Morris Industrial Exports opgericht om de export in goede banen te leiden, dit werd hernoemd in Nuffield Exports in 1945.
In 1938 werd hij in de adelstand verheven tot burggraaf Nuffield. In september 1938 kocht hij de failliete bedrijven Riley en Autovia van de familie Riley en bracht ze onder in Morris Motors. Omstreeks 1940 groepeerde Morris al zijn belangen in de Nuffield Organization.
In mei 1938 probeerde Patrick Tuellman Morris te ontvoeren voor een losgeld van £ 100.000. Een handlanger van Tuellman verraadde zijn plan aan de politie van Oxford. Op 28 mei lokte de politie Tuellman in zijn auto in een hinderlaag. In de auto lagen twee automatische pistolen, munitie en vermommingen. De rechtbank in Birmingham veroordeelde hem tot zeven jaar dwangarbeid.
In de jaren direct voor het uitbreken van de Tweede Wereldoorlog wilde het Britse Luchtvaartministerie de capaciteit om vliegtuigen te bouwen sterk uitbreiden. De oplossing was een combinatie van goede ondernemers uit de private sector en kapitaal van de overheid. Morris had zijn eigen expertise, en die van zijn bedrijven, aangeboden om een grote nieuwe vliegtuigfabriek in Castle Bromwich te ontwerpen en te bouwen voor de productie van de Supermarine Spitfire. Morris had beloofd dat de fabriek vier keer zoveel vliegtuigen zou bouwen als elke andere fabriek in het land. Na aanvankelijke bezwaren ging het ministerie akkoord en in 1936 startte de bouw van de fabriek. De kosten liepen echter op en de bouw duurde langer dan verwacht, in mei 1940 was er nog geen enkel toestel afgeleverd. Die maand kreeg William Maxwell Aitken, Lord Beaverbrook, de leiding over alle vliegtuigproductie en de fabriek werd overgedragen aan Vickers, het moederbedrijf van Supermarine Aviation Works.
De bouw van nieuwe vliegtuigen was dan geen succes, maar Morris werd verantwoordelijk voor de uitbouw van een groot landelijk netwerk voor het onderhoud en reparatie van vliegtuigen. Er kwamen vijf grote depots en 1500 eenheden die zich bezig hielden met het onderhoud. Verder maakten ze nieuwe componenten en brachten ze verbeteringen aan de toestellen. Zijn fabrieken maakten verder duizenden vrachtwagens, zo’n 22.000 Bren Gun Carriers en vele onderdelen en componenten van uiteenlopende aard.

## Fusie met Austin
Na de oorlog pakte Morris de draad weer op, hij richtte zich op kleine auto's. De Morris Minor werd in 1948 op de markt gebracht en was zeer succesvol. Hij voorzag ook meer concurrentie en bracht diverse bedrijfsonderdelen bij elkaar en stroomlijnde de productie. In 1952 fuseerde zijn bedrijven met de Austin Motor Company en er ontstond een nieuwe holding, British Motor Corporation (BMC), waarvan Morris het eerste jaar voorzitter was.
Morris ging op 17 december 1952 op 75-jarige leeftijd met pensioen als directeur van BMC en nam in plaats daarvan de titel van erevoorzitter aan. Hij werd opgevolgd door Leonard Lord.
Hij overleed in augustus 1963, hij was 85 jaar oud. Hij is gecremeerd en zijn as ligt op het kerkhof van Nuffield, naast die van zijn vrouw.

## Goede doelen
Morris trouwde op 9 april 1903 met Elizabeth Maud Anstey. Ze kregen geen kinderen en hij besteedde een groot deel van zijn fortuin aan goede doelen.
In 1937 schonk hij £ 60.000 aan de Universiteit van Birmingham voor het Nuffield-gebouw, om een cyclotron te huisvesten. In december 1938 bood hij aan om een ijzeren long die in zijn fabriek was gemaakt, te geven aan elk ziekenhuis in Groot-Brittannië en het rijk dat erom vroeg; meer dan 1700 werden uitgedeeld. Hij richtte in 1943 ook de Nuffield Foundation op met een schenking van £ 10 miljoen om onderwijs en maatschappelijk welzijn te bevorderen. Hij richtte in 1937 ook Nuffield College in Oxford op, een postdoctorale opleiding en het eerste co-educatieve college van de universiteit. In totaal doneerde hij zo'n £ 30 miljoen, dat is ongeveer gelijk aan £ 700 miljoen anno 2020.
Bij zijn dood ging het eigendom van zijn voormalige huis in Oxfordshire, Nuffield Place en de inhoud ervan, over naar het Nuffield College. Later nam de National Trust het over en het gebouw is regelmatig open voor het publiek. Hij heeft hier geleefd van 1933 tot aan zijn dood in 1963.

## Trivia
- Er is een Morris Motors Museum, een onderdeel van het Oxford Bus Museum.

- Bibliothèque nationale de France: cb177279405 (data)
- Gemeinsame Normdatei: 11940575X
- International Standard Name Identifier: 0000 0001 0676 7227
- Library of Congress Control Number: n94057010
- Nationale Bibliotheek van Tsjechië: hka2010613690
- Nationale Bibliotheek van Israël: 987007318369205171
- Nederlandse Thesaurus van Auteursnamen: 142705373
- Virtual International Authority File: 30345989
- WorldCat: E39PBJtCB46bPGqVgYxMGRvyh3